# Anhalt-Dessau
Anhalt-Dessau var et fyrstendømme i det Tysk-romerske rige, og senere et hertugdømme i det Det tyske forbund. Det tilhørte Huset Askanien, og blev oprettet i 1396 efter opdelingen af Fyrstendømmet Anhalt-Zerbst, og endeligt lagt ind i Hertugdømmet Anhalt i 1863. Hovedstaden var Dessau i det nuværende Sachsen-Anhalt.
51°49′17″N 12°14′32″Ø / 51.8214°N 12.2423°Ø